# Souad Massi
Souad Massi (àrab: سعاد ماسي, Suʿād Māsī) (23 d'agost de 1972) és una cantant, compositora i guitarrista algeriana d'ascendència cabiliana. Inicià la seva carrera actuant amb el grup de rock Atakor, abans de deixar el país a causa d'una sèrie d'amenaces de mort. El 1999, Massi va participar en el concert Femmes d'Algerie a París, que li va facilitar un contracte per a gravar amb el segell discogràfic Island Records.

## Infància i primeres formacions

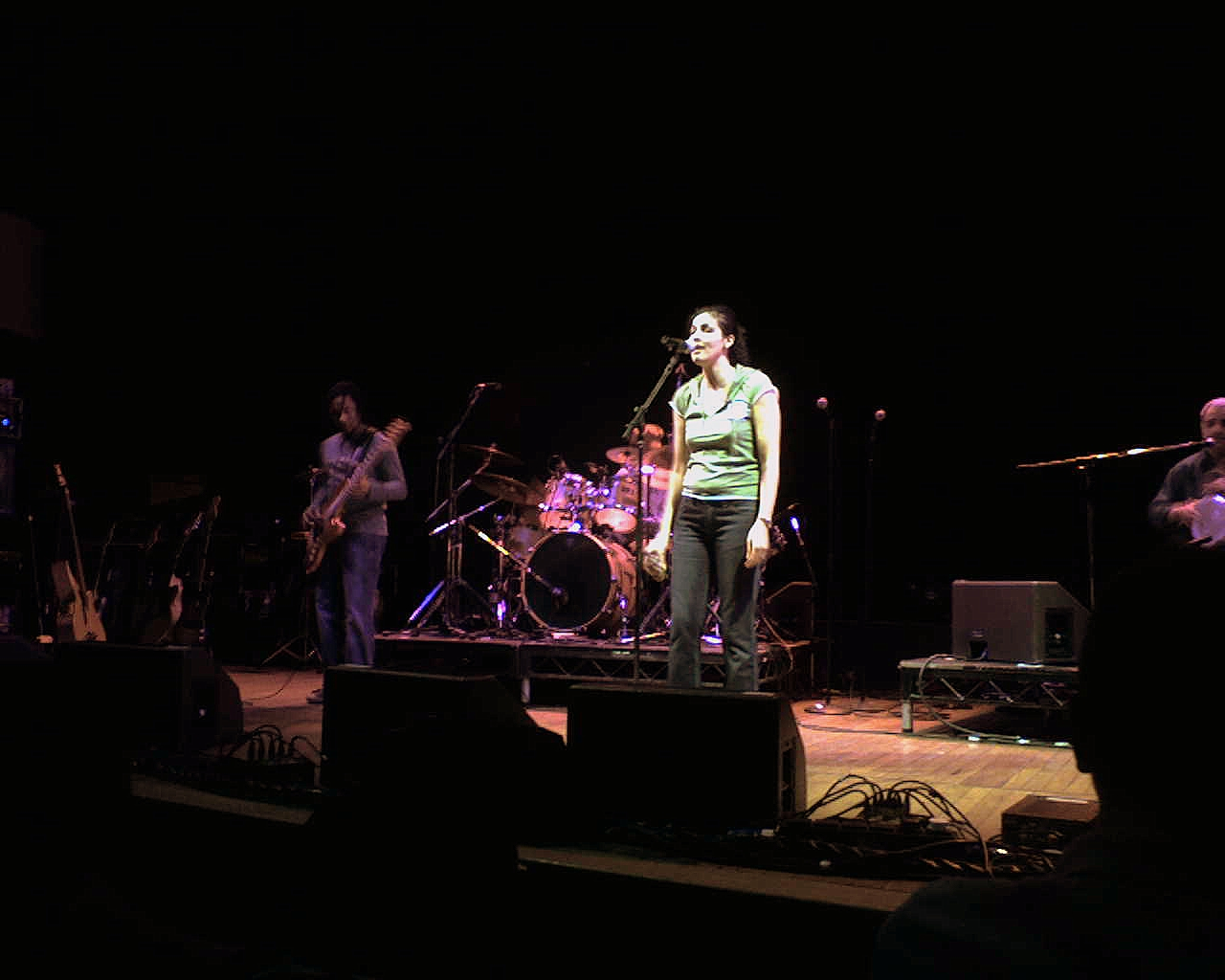
Souad Massi en concert

Massi va néixer en una família pobre d'Alger, Algèria. Encoratjada pel seu germà gran, inicià estudis de música de molt jove, a cantar i a tocar la guitarra. En el seu procés de formació musical va mostrar interès en diversos estils musicals de la mateixa tradició (chaabi) com forasteres (country, flamenc) que tindrien un pes gran en la seva manera de compondre posteriorment. Als 17 anys va ajuntar-se amb un grup de flamenc, però ràpidament es va cansar del grup i el va deixar.
Al principi dels 90 Massi es va integrar al grup de rock de caràcter polític Atakor, molt influïda per formacions americanes i europees com Led Zeppelin i U2. Va tocar amb el grup durant set anys, gravant un disc d'èxit i dos vídeos musicals populars. El caràcter polític de les lletres de la formació, malgrat tot, la posaren al punt de mira. Massi es va disfressar tallant-se els cabells i vestint roba d'home per passar desapareguda, però malgrat això va esdevenir objectiu d'una sèrie d'amenaces de mort. El 1999 abandonà la formació i el país per anar a viure a París, França.

## Carrera en solitari
El 1999, Massi fou invitada a participar en el festival Femmes d'Algerie ('Dones d'Algèria') a París, la qual cosa li va facilitar un contracte de gravació amb Island Records. El juny de 2001 va publicar el seu disc de debut en solitari Raoui ('El rondallaire'). El disc, cantat principalment en francès i àrab, fou un èxit de crítica i comercial a França. L'any següent fou nominada a Best Newcomer a la Radio 3 World Music Awards.
El 2003 va publicar el seu segon disc Deb. Les lletres del disc eren més personals que no pas polítiques, i va esdevenir un dels discs nord-africans amb més èxit mundial. Tres anys més tard, Massi va publicar el seu tercer àlbum, Mesk Elil. En les seves cançons l'autora explora qüestions com l'amor i la pèrdua, temes ja encetats en el disc anterior. Interpreta dues cançons en duet amb Daby Toure i Rabah Khalfa.

## Discs d'estudi
- 2001: Raoui
- 2003: Deb
- 2005: Mesk Elil
- 2007: Live acoustique